# Chrysolina parvati
Chrysolina parvati é uma espécie de artrópode pertencente à família Chrysomelidae.